# Rio Araçagi
Le rio Araçagi est un cours d'eau de l'État de la Paraíba.